# Brunswick-Balke-Collender OQ-4
El Brunswick-Balke-Collender OQ-4 fue un prototipo de dron construido en los Estados Unidos por la corporación Brunswick-Balke-Collender, en los años 40 del siglo XX.

## Diseño y desarrollo
El OQ-4 fue uno de los pocos proyectos relacionados con la aviación acometido por Brunswick-Balke-Collender, que básicamente era una empresa sin relación con aquella. Era similar en algunos aspectos al Radioplane OQ-2, incluyendo una envergadura de 3,6 m (12 pies). Aunque se construyeron unos pocos prototipos, el OQ-4 no entró en producción, quizá porque Radioplane y Frankfort podían producir suficientes drones, por lo que otra línea de producción se hacía innecesaria.

## Operadores
Estados Unidos
- Fuerzas Aéreas del Ejército de los Estados Unidos

## Especificaciones (XPQ-15)

### Características generales
- Tripulación: Ninguno
- Envergadura: 3,6 m (11,8 ft)
- Planta motriz: 1×  desconocido.
  - Potencia: 5 kW (7 HP; 7 CV)

### Rendimiento
- Alcance: 1 h

## Aeronaves relacionadas

### Secuencias de designación
- Secuencia OQ-_ (Blancos aéreos no tripulados (subescalados) de las USAAF, 1942-48): OQ-2 - OQ-3 - OQ-4 - OQ-5 - OQ-6 - OQ-7 →